# فرودگاه بوواک
فرودگاه بوواک (به انگلیسی: Bouaké Airport) یک فرودگاه نظامی و همگانی با کد یاتا BYK است که یک باند فرود آسفالت دارد و طول باند آن ۳۳۰۰ متر است. این فرودگاه در کشور ساحل عاج قرار دارد و در ارتفاع ۳۷۵ متری از سطح دریا واقع شده‌است.

## شرکت‌های هواپیمایی و مقصدهای پروازی
| شرکت‌های هواپیمایی | مقصدهای پروازی          |
| ----------------- | ----------------------- |
| ایر ساحل عاج      | پورت بوئت، باماکو-سانوو |